# Echidnopsis bihenduhensis
Echidnopsis bihenduhensis là một loài thực vật có hoa trong họ La bố ma. Loài này được P.R.O.Bally mô tả khoa học đầu tiên năm 1957.